# Achterhoek

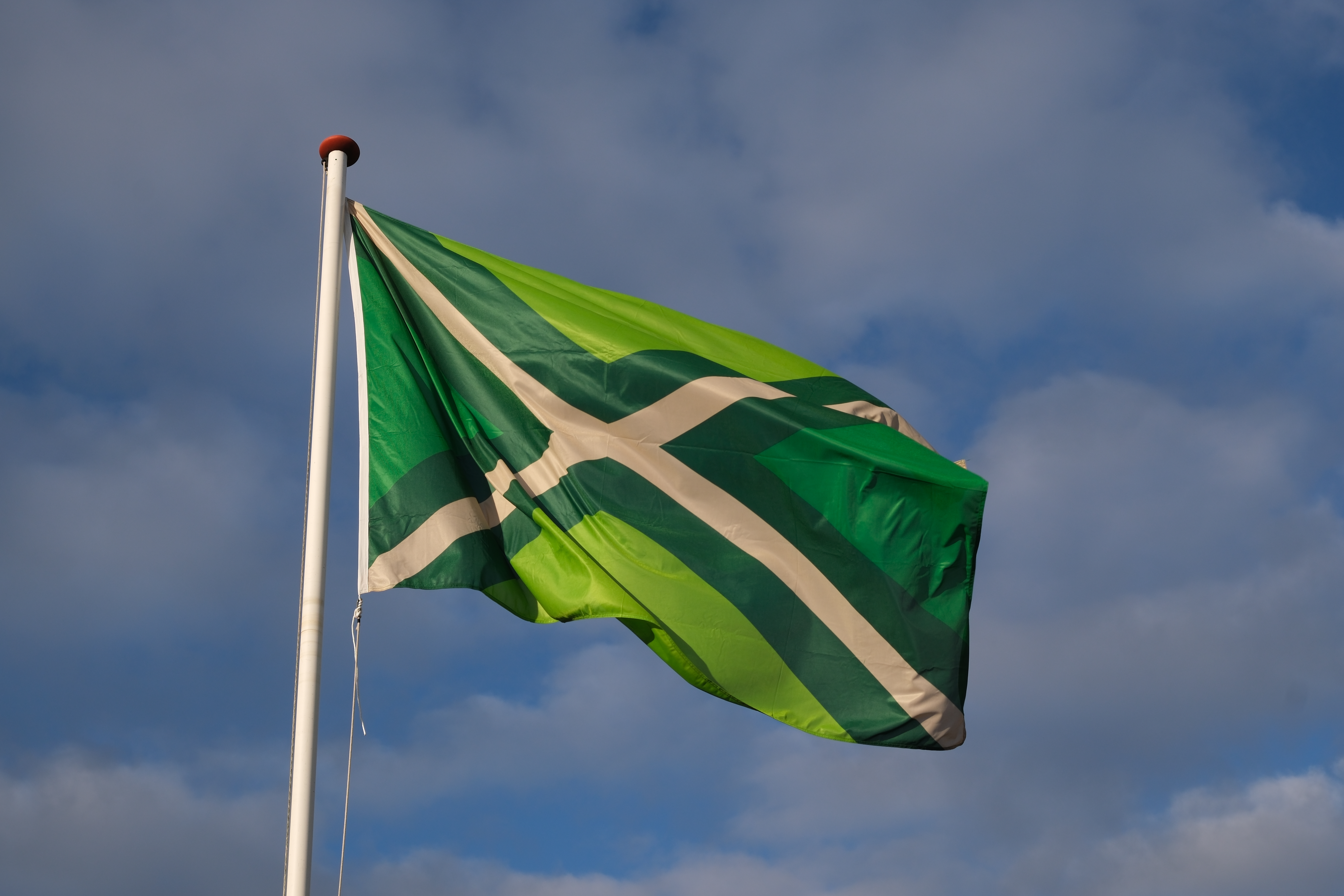
Inoffizielle, aber weit verbreitete Flagge des Achterhoek

Der Achterhoek (deutsch „hintere Ecke“, niederdeutsch Achterhook) bezeichnet jenen Teil der niederländischen Provinz Gelderland, zuvor Grafschaft Zutphen, der östlich der Gelderschen Issel und westlich von Nordrhein-Westfalen liegt. Der in einem Vers des Dichters Willem Sluyter (1627–1673) aus Neede zum ersten Mal belegte Begriff bezeichnete ursprünglich die ganzen Niederlande (und Teile Deutschlands) östlich der Gelderschen Issel.
Im Laufe der Zeit hat sich der Gebrauch jedoch auf den gelderschen Teil dieses Gebietes eingeschränkt, der im Westen durch die IJssel, im Südwesten durch die Issel, im Südosten und Osten durch Deutschland und im Norden durch die Überisselschen Gebiete Salland und Twente begrenzt ist. Im Mittelalter war auch der Name Hamaland üblich.
Der Achterhoek ist eine landwirtschaftlich geprägte Gegend mit neuerdings nennenswertem Tourismus, der die landschaftliche Schönheit und viele Schlösser vermarktet. Bekannt ist die ehemals in Groenlo hergestellte Biermarke Grolsch und die Mundart-Rockband Normaal.
Die gesprochene Mundart im Achterhoek ist wie in den nördlicher gelegenen Provinzen Overijssel, Drenthe und Groningen niedersächsisch.
Die Bevölkerung ist überwiegend protestantisch; einzelne Orte sind mehrheitlich römisch-katholisch.
Die öffentlichen Bibliotheken im Achterhoek sind in Bibliotheksverbunden zusammengeschlossen: West-Achterhoek, Achterhoekse Poort, Oost-Achterhoek.
Oft wird der Achterhoek als De Graafschap bezeichnet, obgleich sich diese Bezeichnung ursprünglich auf die etwa das gleiche Gebiet umfassende ehemalige Grafschaft Zutphen bezieht.

## Gemeinden im Achterhoek

Regionen in der Provinz Gelderland

Der Achterhoek kann unterschiedlich definiert werden und nicht jede Gemeinde zählt in jeder Definition dazu. Er überschneidet sich teilweise mit der Region Liemers, mit der Veluwe und mit dem stedendriehoek (Städte-Dreieck).
- Aalten, mit Aalten, Dinxperlo und Bredevoort
- Berkelland, mit Borculo und kleineren Siedlungen
- Brummen, teils im Achterhoek, teils in der Veluwe liegend
- Bronckhorst, mit Hengel und kleineren Siedlungen
- Doesburg, alte Hansestadt
- Doetinchem, größte Stadt im westlichen Achterhoek
- Lochem, mit Lochem und kleineren Siedlungen
- Montferland, mit Didam und ’s-Heerenberg
- Oost Gelre, mit Groenlo und Lichtenvoorde
- Oude IJsselstreek, mit Ulft und kleineren Siedlungen
- Winterswijk, größte Stadt im östlichen Achterhoek
- Zutphen, alte Stadt und Teil des Städte-Dreiecks mit Apeldoorn und Deventer (Overijssel)

Zur COROP-Region Achterhoek zählen: Aalten, Berkelland, Bronckhorst, Brummen, Doetinchem, Lochem, Montferland, Oost Gelre, Oude IJsselstreek, Winterswijk, Zutphen.
Zur Vereinigung von Gemeinden im Achterhoek, Regio Achterhoek mit dem Achterhoek Raad, gehören: Aalten, Berkelland, Bronckhorst, Doetinchem, Montferland, Oost Gelre, Oude IJsselstreek, Winterswijk.

## Galerie

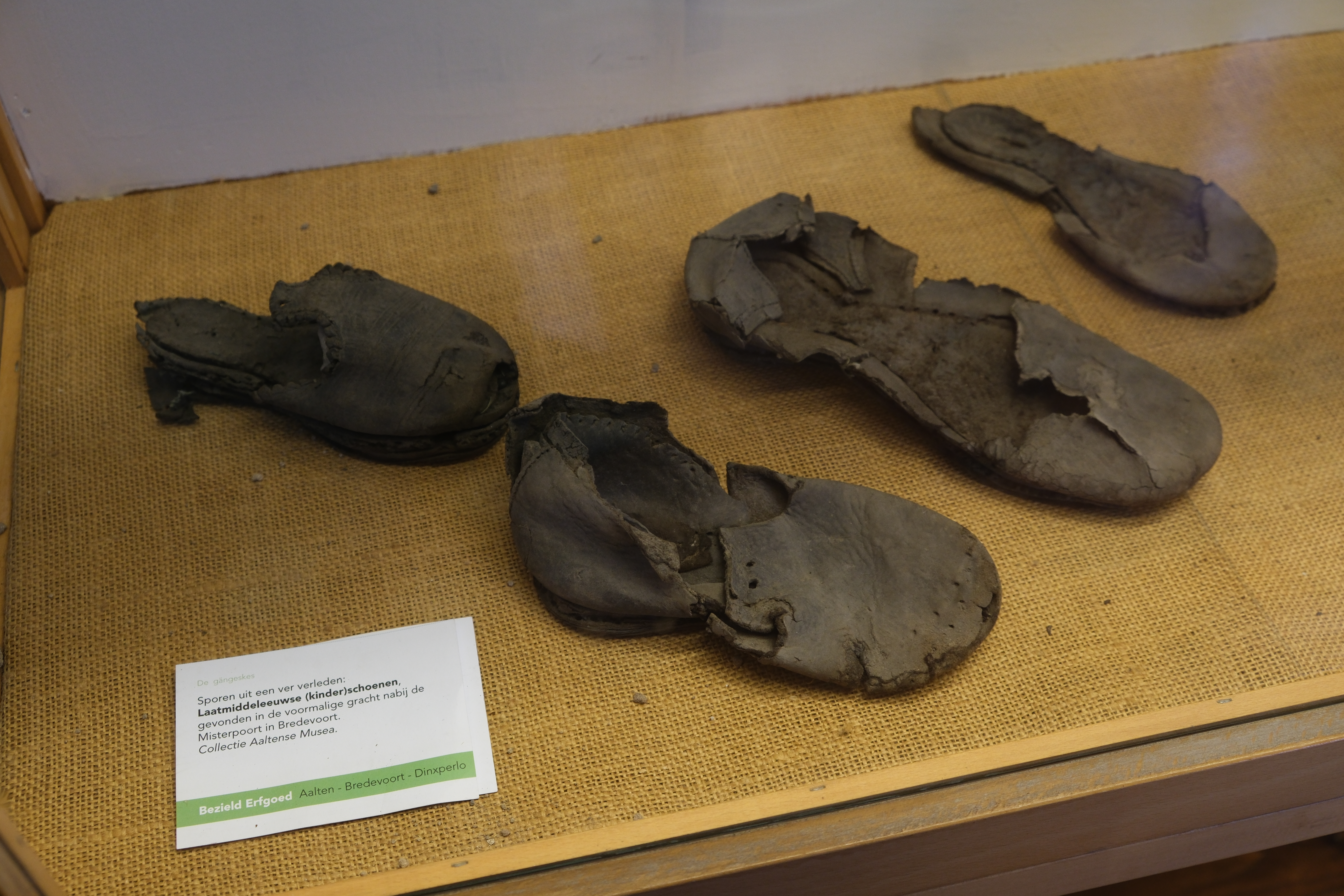
Kinderschuhe aus dem späten Mittelalter, gefunden in Bredevoort
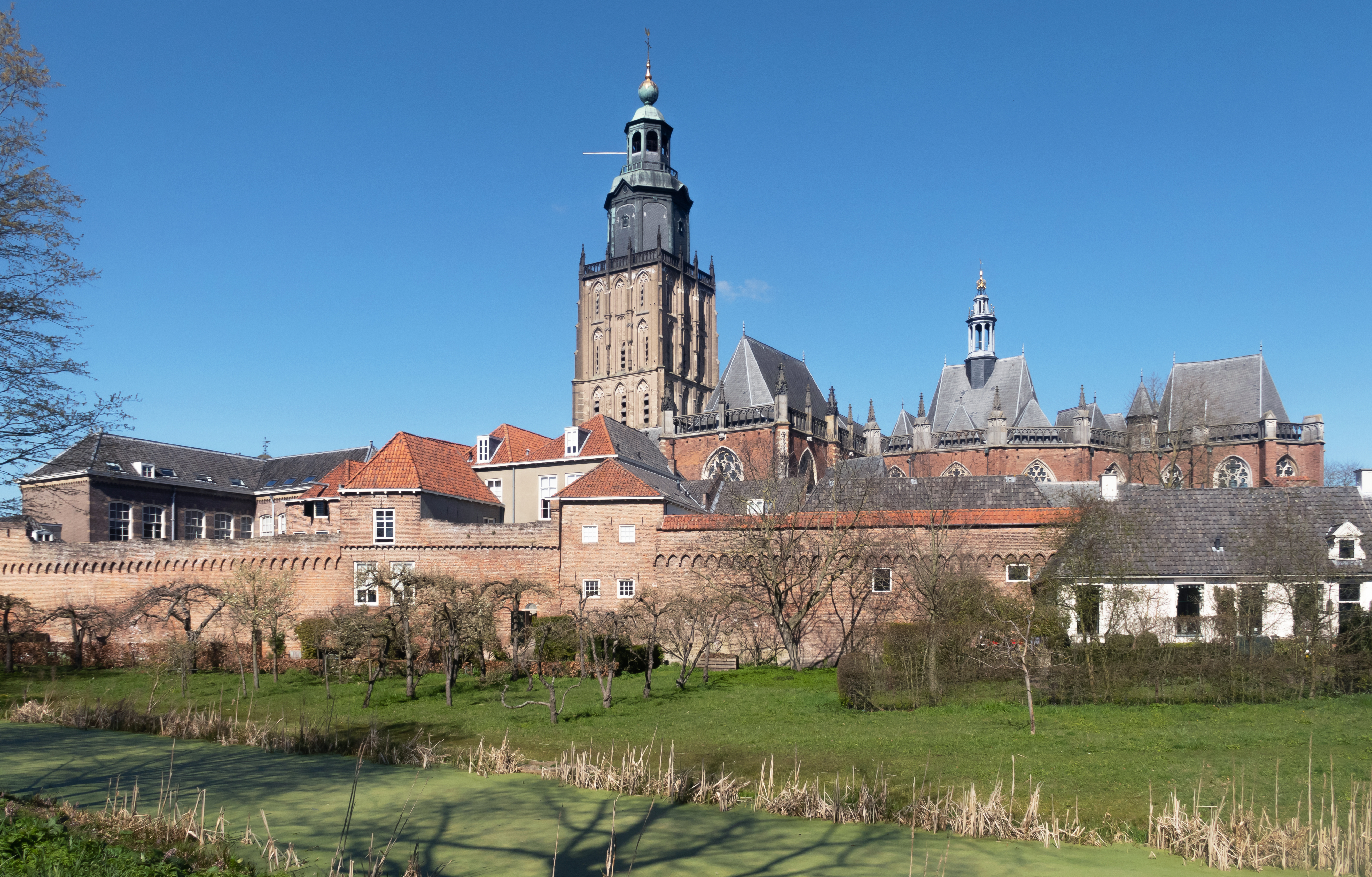
Zutphen
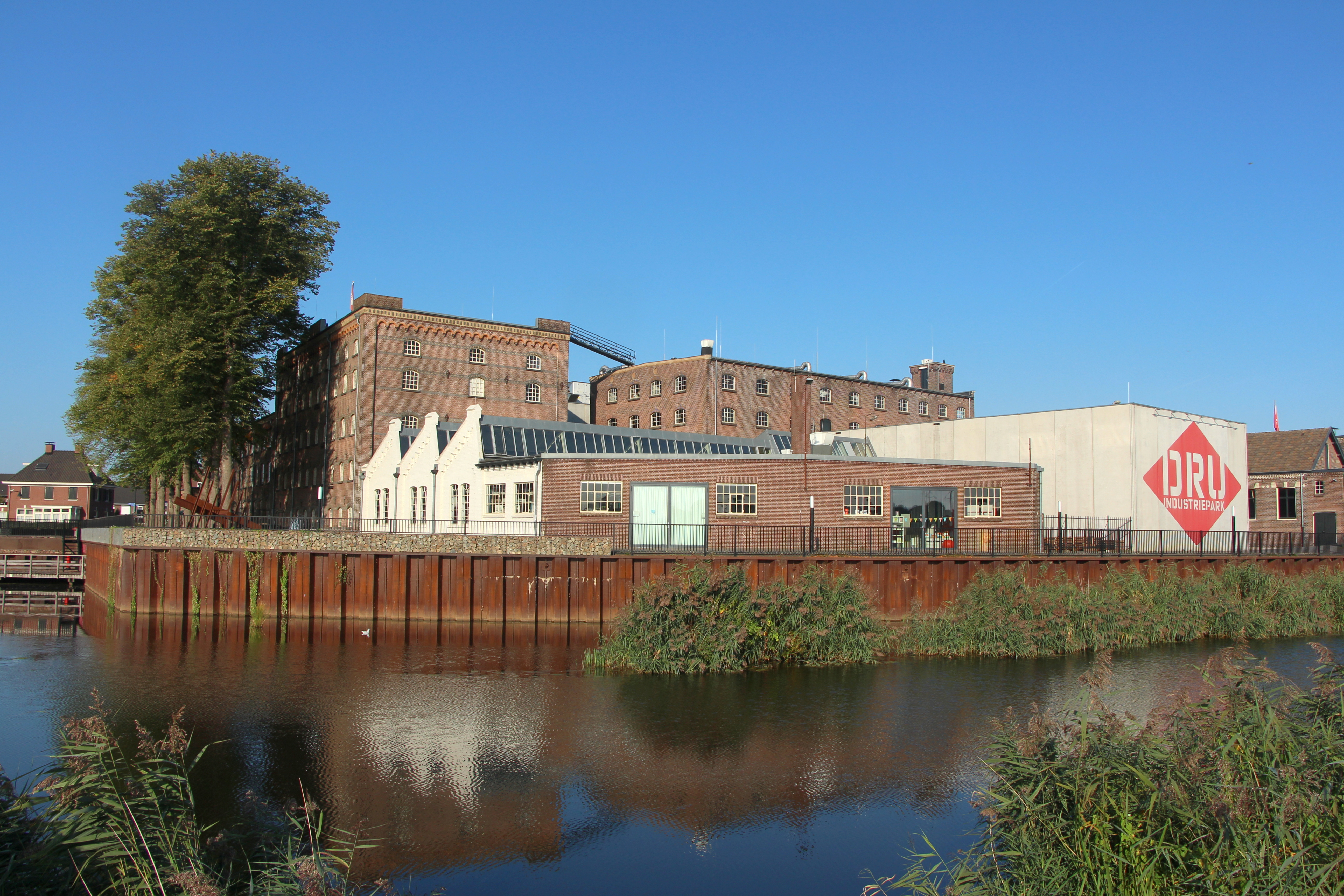
DRU Industriepark, Ulft
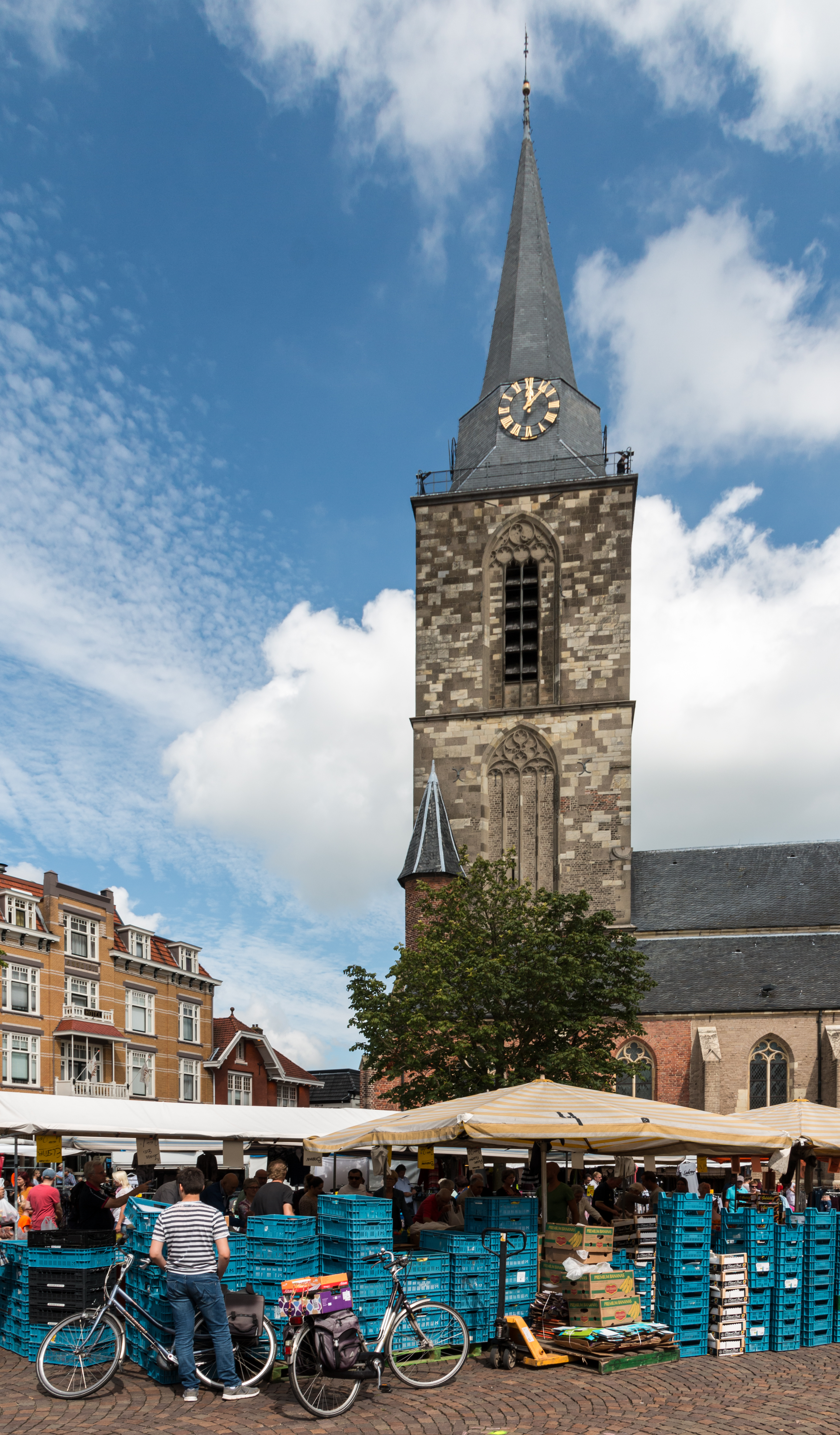
Winterswijk, Wochenmarkt
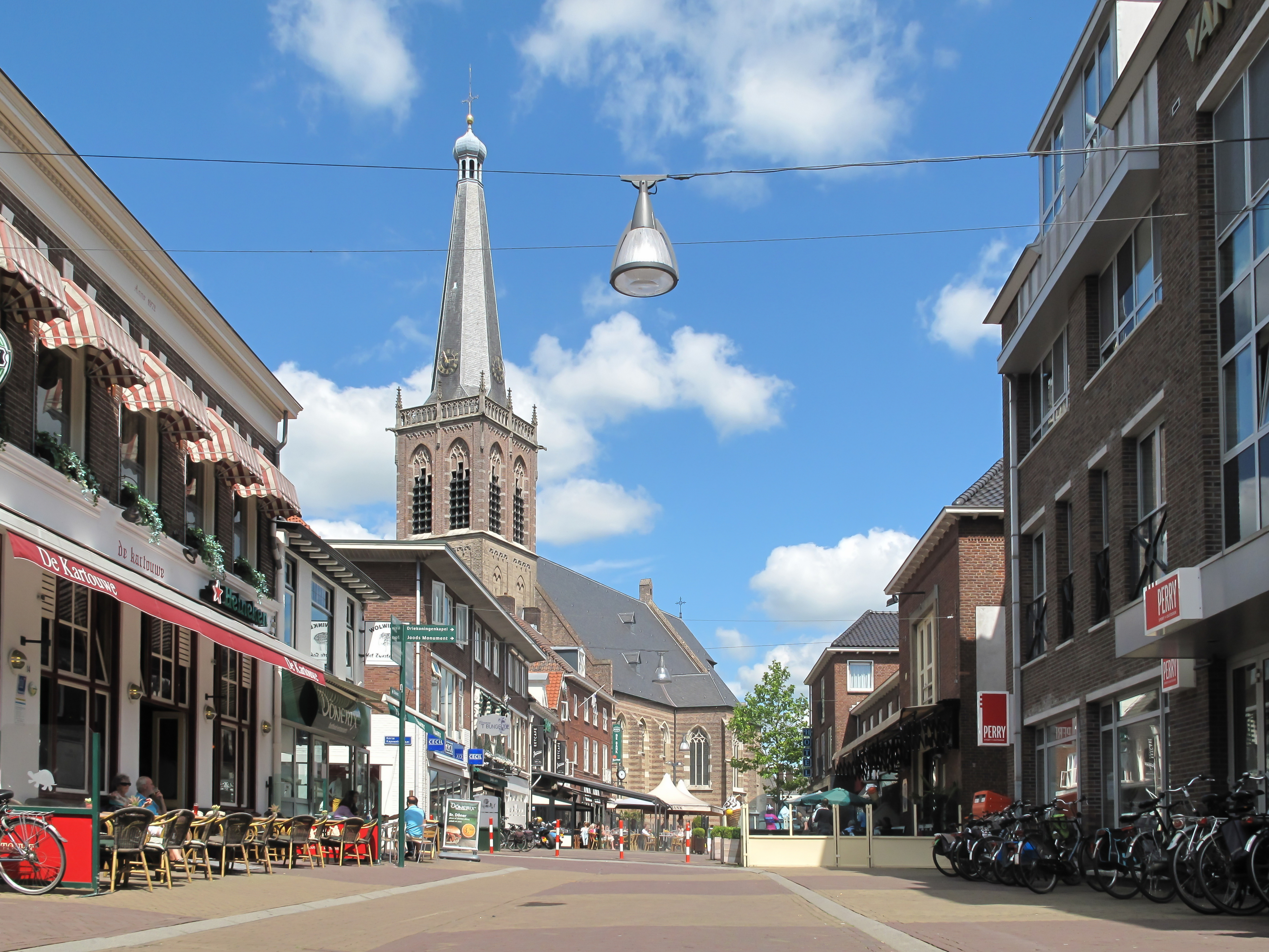
Doetinchem
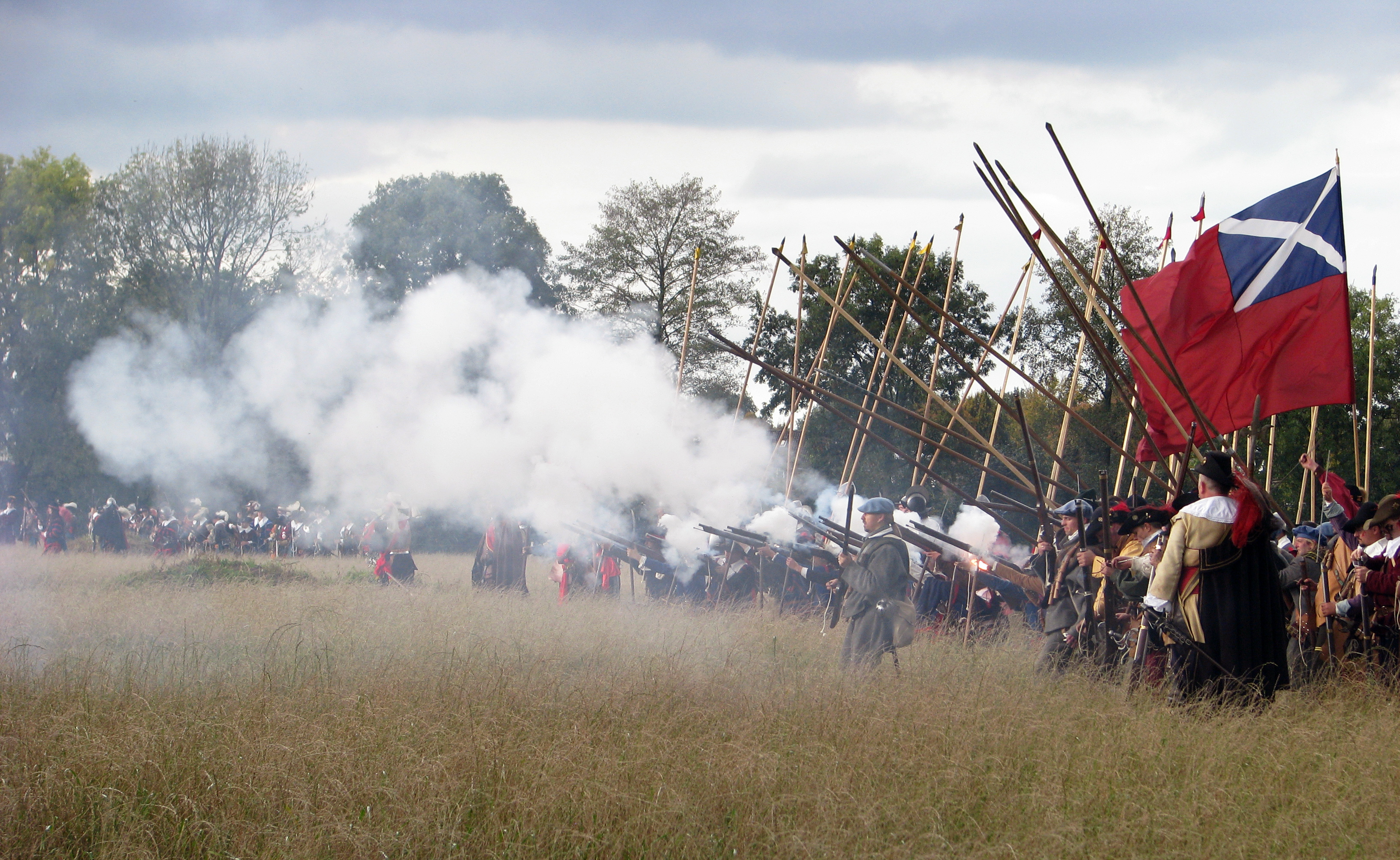
Schlacht um Groenlo